# Кільцевий провулок (Житомир)
Кільцевий провулок — провулок в Корольовському районі Житомира.

## Характеристики
Розташований в привокзальній частині міста, в місцевості відомій за неформальною назвою «Виставка». Починається з вулиці Добровольчих Батальйонів і завершується виходом до неї ж.

## Історичні відомості
Провулок виник у 1950-х роках на вільних від забудови землях поруч з витоком річки Мала Путятинка. Забудова формувалася у 1950 — 1960-х роках. У 1958 році закріплена чинна назва. 